# Сенцонвітснава
Сенцонвітснава (науатль centzonhuītznāhuac, дос. «чотириста або незліченна кількість південних», вимова [[AFI|[sent͡sonwiːtsˈnaːwa]]]) — в ацтекській міфології, боги південних зірок, сини богині родючості Коатлікуе, покровительки життя і смерті; брати місячної богині Койольшаукі, яка правила ними.

## Міф
Коли богиня Коатлікуе була запліднена пером, місячна богиня Койольшаукі привела своїх братів Сенцонвітснава, південних зірок, на гору Коатепек коли Коатлікуе була вже вагітною, щоб убити її. Але один з них, на ім'я Квауїтлікак, об'єднався з ненародженим сином Коатлікуе, Віцилопочтлі, і попередив його, коли зоряні боги і місячна богиня наблизяться, щоб убити їх. Віцилопочтлі народився дорослим, озброєним і готовим до бою, тому він зміг перемогти і розчленувати Койольшаукі, винищивши майже усіх Сенцонвітснава.